# Flood (producteur)
Pour les articles homonymes, voir Mark Ellis (homonymie), Ellis et Flood.
Flood est le nom d'artiste du producteur anglais Mark Ellis, qui est né le 16 août 1960 à Londres. Il commence sa carrière à la fin des années 1970 et collabore avec Soft Cell, Cabaret Voltaire ou bien encore New Order avant de contribuer aux albums de Nick Cave and the Bad Seeds (albums The First Born is Dead et Kicking Against the Pricks).

## Biographie
Il a collaboré avec de nombreux groupes de musiciens et artistes dont U2 (Achtung Baby en 1991, Zooropa en 1993 — avec Brian Eno et The Edge — puis Pop en 1997), le groupe Nine Inch Nails (albums Pretty Hate Machine, Broken et The Downward Spiral), PJ Harvey (album To Bring You My Love), Depeche Mode (Violator en 1990 puis Songs of Faith and Devotion en 1993), trois albums d'Erasure (dont les deux premiers Wonderland en 1986 et The Circus en 1987, puis leur 9e album Loveboat en 2000), Showtime de Nitzer Ebb en 1990 ainsi que Ebbhead en 1991 (coproduit avec Alan Wilder), ainsi que les Smashing Pumpkins (Mellon Collie and The Infinite Sadness en 1995). 
Il a produit This Is War, le troisième album de Thirty Seconds to Mars. En 2013, il mixe Delta Machine, le 13e album de Depeche Mode.
Son surnom Flood vient du fait qu'il avait la réputation de souvent renverser du thé sur les tables de mixage en studio au début de sa carrière (flood en anglais veut dire flux, inondation...).[réf. nécessaire]